# Reichstagswahl 1890
- SAP: 35
- DtVP: 10
- DFP: 66
- Unabh. Lib.: 3
- NLP: 41
- Minderheiten: 27
- DHP: 11
- Z: 106
- DRP: 20
- DKP: 73
- Antisemiten: 5

Die Ergebnisse der Reichstagswahl nach Wahlkreisen. Die Nummerierung der Wahlkreise entspricht der der Tabelle.

Die Reichstagswahl 1890 war die Wahl zum 8. Deutschen Reichstag. Sie fand am 20. Februar 1890 statt. Die Wahlbeteiligung lag bei knapp über 71 % und war damit niedriger als bei der Reichstagswahl 1887.

## Bedeutung
Es war die erste Reichstagswahl in der Amtszeit von Kaiser Wilhelm II. Entsprechend stand sie im Zeichen der Auseinandersetzung zwischen dem neuen Kaiser, der sich anders als sein Großvater Wilhelm I. in die Tagespolitik einmischte, und Reichskanzler Otto von Bismarck. Zu dieser Zeit war der Kaiser vor allem darauf aus, ein gutes Verhältnis zur Arbeiterschaft aufzubauen. Gegen den Widerstand Bismarcks, der dies als Zugeständnis an die Sozialdemokratie sah, hatte Wilhelm II. Anfang Februar eine Arbeitsschutzgesetzgebung eingeleitet. Bereits am 25. Januar war Bismarck im alten Reichstag damit gescheitert, das Sozialistengesetz unbegrenzt verlängern zu lassen. Diese Niederlage kam auch dadurch zustande, dass die „Kartellparteien“ (Deutschkonservative, Freikonservative und Nationalliberale), die sonst Bismarck stützten, innerlich zerstritten waren, was wiederum daran lag, dass der Kaiser seine Ablehnung der Verlängerung des Sozialistengesetzes hatte durchblicken lassen.
Die Wahl wurde eine katastrophale Niederlage für die „Kartellparteien“, die 85 Mandate einbüßten, und ein Sieg für die Sozialdemokraten. Diese konnten ihren Stimmenanteil im Vergleich zur letzten Reichstagswahl auf 19,7 % praktisch verdoppeln (etwa 1,4 Millionen Stimmen) und wurden damit zum ersten Mal die nach Stimmen stärkste Partei. Im Londoner Exil wertete Friedrich Engels den Wahltag euphorisch als den „Tag des Beginns der deutschen Revolution“. Aufgrund der Verzerrungen infolge des Mehrheitswahlrechts, das die dicht besiedelten Regionen stark benachteiligte, und aufgrund des Umstandes, dass sozialdemokratische Kandidaten in Stichwahlen häufig einer gemeinsamen Front der bürgerlichen Parteien gegenüberstanden, konnten die Sozialdemokraten aber nur 35 Mandate gewinnen. Dabei gewannen sie die Großstädte Königsberg, Bremen, Hannover, Magdeburg, Frankfurt am Main, Mannheim, Nürnberg und München. Alle drei Hamburger, zwei der sechs Berliner und einer der beiden Breslauer Wahlkreise wurden von ihnen gewonnen. Später im selben Jahr wurde das Sozialistengesetz endgültig aufgehoben, die Partei benannte sich in SPD um. Stärkste Fraktion blieb das Zentrum, das bei einem Gesamtstimmenanteil von 18,6 % 106 Wahlkreise (27,2 %) gewann. Die linksliberalen Parteien gewannen ebenfalls an Stimmen und Parlamentssitzen deutlich hinzu.
Zum ersten Mal gewannen in einigen Wahlkreisen Elsaß-Lothringens Angehörige deutscher Parteien Mandate. Anderswo konnten Regionalisten aber von der Schwäche der Kartellparteien profitieren. Die Antisemiten erhielten zwar nur 0,7 % der Stimmen, gewannen aber 5 Wahlkreise. Ihre Hochburgen waren das Großherzogtum Hessen und Hessen-Nassau.
Einen Monat nach der Reichstagswahl wurde Bismarck entlassen. Sein Nachfolger Leo von Caprivi regierte mit den Kartellparteien und dem Zentrum. Der 8. Reichstag, der eigentlich als erster eine Legislaturperiode von fünf Jahren gehabt hätte – die Verlängerung von drei auf fünf Jahre war am 18. März 1888 beschlossen worden –, wurde aber schon 1893 wieder aufgelöst.

## Ergebnisse
| Politische Richtung            | Politische Richtung            | Parteien                          | Parteien | Wählerstimmen | Wählerstimmen | Wählerstimmen | Sitze im Reichstag | Sitze im Reichstag | Sitze im Reichstag |
| ------------------------------ | ------------------------------ | --------------------------------- | -------- | ------------- | ------------- | ------------- | ------------------ | ------------------ | ------------------ |
| Politische Richtung            | Politische Richtung            | Parteien                          | Parteien | in Mio.       | Anteil        | ggüb. 1887    | absolut            | Anteil             | ggüb. 1887         |
| Konservative                   | Konservative                   | Deutschkonservative Partei (DKP)  |          | 0,895         | 12,4 %        | −2,8 %        | 73                 | 18,4 %             | −7 ▼               |
| Konservative                   | Konservative                   | Deutsche Reichspartei (DRP)       |          | 0,482         | 6,7 %         | −3,1 %        | 20                 | 5,0 %              | −22 ▼              |
| Liberale                       | Rechts-                        | Nationalliberale Partei (NLP)     |          | 1,178         | 16,3 %        | −5,9 %        | 41                 | 10,3 %             | −56 ▼              |
| Liberale                       |                                | Unabhängige Liberale              |          | n/a           | n/a           | n/a           | 3                  | 0,8 %              | ±0 ▬               |
| Liberale                       | Links-                         | Deutsche Freisinnige Partei (DFP) |          | 1,160         | 16,0 %        | +3,1 %        | 66                 | 16,6 %             | +34 ▲              |
| Liberale                       | Links-                         | Deutsche Volkspartei (DtVP)       |          | 0,148         | 2,0 %         | +0,8 %        | 10                 | 2,5 %              | +10 ▲              |
| Katholiken                     | Katholiken                     | Zentrumspartei                    |          | 1,342         | 18,6 %        | −1,5 %        | 106                | 26,7 %             | +8 ▲               |
| Sozialisten                    | Sozialisten                    | Sozialdemokraten (SAP)            |          | 1,427         | 19,7 %        | +9,6 %        | 35                 | 8,8 %              | +24 ▲              |
| Regionalparteien, Minderheiten | Regionalparteien, Minderheiten | Deutsch-Hannoversche Partei (DHP) |          | 0,113         | 1,6 %         | +0,1 %        | 11                 | 2,8 %              | +7 ▲               |
| Regionalparteien, Minderheiten | Regionalparteien, Minderheiten | Polen                             |          | 0,247         | 3,4 %         | +0,5 %        | 16                 | 4,0 %              | +3 ▲               |
| Regionalparteien, Minderheiten | Regionalparteien, Minderheiten | Dänen                             |          | 0,014         | 0,2 %         | ±0,0 %        | 1                  | 0,3 %              | ±0 ▬               |
| Regionalparteien, Minderheiten | Regionalparteien, Minderheiten | Elsaß-Lothringer                  |          | 0,101         | 1,4 %         | −1,7 %        | 10                 | 2,5 %              | −5 ▼               |
| Antisemiten                    | Antisemiten                    | Antisemitische Volkspartei (AVP)  |          | 0,048         | 0,7 %         | +0,5 %        | 4                  | 1,0 %              | +3 ▲               |
| Antisemiten                    | Antisemiten                    | Deutschsoziale Partei (DSP)       |          | 0,048         | 0,7 %         | +0,5 %        | 1                  | 0,3 %              | +1 ▲               |
|                                |                                | Sonstige                          |          | 0,075         | 1,0 %         | +0,4 %        | -                  | -                  | ±0 ▬               |
| Gesamt                         | Gesamt                         | Gesamt                            | Gesamt   | 7,229         | 100 %         |               | 397                | 100 %              |                    |

## Gewählte Abgeordnete nach Wahlkreisen
In jedem der insgesamt 397 Wahlkreise wurde nach absolutem Mehrheitswahlrecht ein Abgeordneter gewählt. Wenn kein Kandidat im ersten Wahlgang die absolute Mehrheit erreichte, wurde eine Stichwahl zwischen den beiden bestplatzierten Kandidaten durchgeführt. In den folgenden Tabellen werden die Wahlkreissieger und ihre im amtlichen Endergebnis genannte Parteistellung angegeben.

### Preußen
| Königreich Preußen                                    | Königreich Preußen                                                                  | Königreich Preußen                               | Königreich Preußen                               | Königreich Preußen                               |
| Provinz Ostpreußen – Regierungsbezirk Königsberg      | Provinz Ostpreußen – Regierungsbezirk Königsberg                                    | Provinz Ostpreußen – Regierungsbezirk Königsberg | Provinz Ostpreußen – Regierungsbezirk Königsberg | Provinz Ostpreußen – Regierungsbezirk Königsberg |
| ----------------------------------------------------- | ----------------------------------------------------------------------------------- | ------------------------------------------------ | ------------------------------------------------ | ------------------------------------------------ |
| 1                                                     | Memel, Heydekrug                                                                    | Helmuth Karl Bernhard von Moltke                 | DKP                                              |                                                  |
| 2                                                     | Labiau, Wehlau                                                                      | Werner von Gustedt-Lablacken                     | DKP                                              |                                                  |
| 3                                                     | Königsberg-Stadt                                                                    | Carl Schultze                                    | SAP                                              |                                                  |
| 4                                                     | Fischhausen, Königsberg-Land                                                        | August von Dönhoff                               | DKP                                              |                                                  |
| 5                                                     | Heiligenbeil, Preußisch-Eylau                                                       | Alfred von Tettau                                | DKP                                              |                                                  |
| 6                                                     | Braunsberg, Heilsberg                                                               | Cölestin Krebs                                   | Zentrum                                          |                                                  |
| 7                                                     | Preußisch-Holland, Mohrungen                                                        | Rudolph Wichmann                                 | DKP                                              |                                                  |
| 8                                                     | Osterode i. Opr., Neidenburg                                                        | Heinrich Stephanus                               | DKP                                              |                                                  |
| 9                                                     | Allenstein, Rößel                                                                   | Justus Rarkowski                                 | Zentrum                                          |                                                  |
| 10                                                    | Rastenburg, Friedland, Gerdauen                                                     | Udo zu Stolberg-Wernigerode                      | DKP                                              |                                                  |
| Provinz Ostpreußen – Regierungsbezirk Gumbinnen       |                                                                                     |                                                  |                                                  |                                                  |
| 1                                                     | Tilsit, Niederung                                                                   | Albrecht von Schlieckmann                        | DKP                                              |                                                  |
| 2                                                     | Ragnit, Pillkallen                                                                  | Hans von Kanitz                                  | DKP                                              |                                                  |
| 3                                                     | Gumbinnen, Insterburg                                                               | Gustav Dodillet                                  | DKP                                              |                                                  |
| 4                                                     | Stallupönen, Goldap, Darkehmen                                                      | Emil Victor von Sperber                          | DKP                                              |                                                  |
| 5                                                     | Angerburg, Lötzen                                                                   | Ludwig von Staudy                                | DKP                                              |                                                  |
| 6                                                     | Oletzko, Lyck, Johannisburg                                                         | Otto Steinmann                                   | DKP                                              |                                                  |
| 7                                                     | Sensburg, Ortelsburg                                                                | Julius von Mirbach                               | DKP                                              |                                                  |
| Provinz Westpreußen – Regierungsbezirk Danzig         |                                                                                     |                                                  |                                                  |                                                  |
| 1                                                     | Marienburg, Elbing                                                                  | Richard zu Dohna-Schlobitten                     | DKP                                              |                                                  |
| 2                                                     | Danzig Land                                                                         | Amandus Mey                                      | Zentrum                                          |                                                  |
| 3                                                     | Danzig Stadt                                                                        | Heinrich Rickert                                 | DFP                                              |                                                  |
| 4                                                     | Neustadt (Westpr.), Putzig, Karthaus                                                | Roman von Janta-Polczynski                       | Pole                                             |                                                  |
| 5                                                     | Berent, Preußisch Stargard, Dirschau                                                | Boleslaw von Kossowski                           | Pole                                             |                                                  |
| Provinz Westpreußen – Regierungsbezirk Marienwerder   |                                                                                     |                                                  |                                                  |                                                  |
| 1                                                     | Marienwerder, Stuhm                                                                 | Waldemar Mueller                                 | DRP                                              |                                                  |
| 2                                                     | Rosenberg (Westpr.), Löbau                                                          | Theophil Rzepnikowski                            | Pole                                             |                                                  |
| 3                                                     | Graudenz, Strasburg (Westpr.)                                                       | Wladyslaw Rozycki                                | Pole                                             |                                                  |
| 4                                                     | Thorn, Kulm, Briesen                                                                | Ludwig Mauritius von Slaski                      | Pole                                             |                                                  |
| 5                                                     | Schwetz                                                                             | Otto Holtz                                       | DRP                                              |                                                  |
| 6                                                     | Konitz, Tuchel                                                                      | Wladislaus von Wolszlegier                       | Pole                                             |                                                  |
| 7                                                     | Schlochau, Flatow                                                                   | Wilhelm Scheffer                                 | DKP                                              |                                                  |
| 8                                                     | Deutsch-Krone                                                                       | Karl von Gamp-Massaunen                          | DRP                                              |                                                  |
| Berlin                                                |                                                                                     |                                                  |                                                  |                                                  |
| 1                                                     | Alt-Berlin, Cölln, Friedrichswerder, Dorotheenstadt, Friedrichstadt-Nord            | Alexander Meyer                                  | DFP                                              |                                                  |
| 2                                                     | Schöneberger Vorstadt, Friedrichsvorstadt, Tempelhofer Vorstadt, Friedrichstadt-Süd | Rudolf Virchow                                   | DFP                                              |                                                  |
| 3                                                     | Luisenstadt diesseits des Kanals, Neu-Cölln                                         | August Munckel                                   | DFP                                              |                                                  |
| 4                                                     | Luisenstadt jenseits des Kanals, Stralauer Vorstadt, Königsstadt-Ost                | Paul Singer                                      | SAP                                              |                                                  |
| 5                                                     | Spandauer Vorstadt, Friedrich-Wilhelm-Stadt, Königsstadt-West                       | Karl Baumbach                                    | DFP                                              |                                                  |
| 6                                                     | Wedding, Gesundbrunnen, Moabit, Oranienburger Vorstadt, Rosenthaler Vorstadt        | Wilhelm Liebknecht                               | SAP                                              |                                                  |
| Provinz Brandenburg – Regierungsbezirk Potsdam        |                                                                                     |                                                  |                                                  |                                                  |
| 1                                                     | Westprignitz                                                                        | Günther von Jagow                                | DKP                                              |                                                  |
| 2                                                     | Ostprignitz                                                                         | Fritz Koch                                       | DFP                                              |                                                  |
| 3                                                     | Ruppin, Templin                                                                     | Hugo von Saldern-Ahlimb-Ringenwalde              | DKP                                              |                                                  |
| 4                                                     | Prenzlau, Angermünde                                                                | Friedrich von Wedell-Malchow                     | DKP                                              |                                                  |
| 5                                                     | Oberbarnim                                                                          | Theobald von Bethmann Hollweg                    | DRP                                              |                                                  |
| 6                                                     | Niederbarnim, Lichtenberg                                                           | Arthur Stadthagen                                | SAP                                              |                                                  |
| 7                                                     | Potsdam, Osthavelland, Spandau                                                      | Max Ruge                                         | DFP                                              |                                                  |
| 8                                                     | Brandenburg an der Havel, Westhavelland                                             | Hugo Hermes                                      | DFP                                              |                                                  |
| 9                                                     | Zauch-Belzig, Jüterbog-Luckenwalde                                                  | Hermann Kropatscheck                             | DKP                                              |                                                  |
| 10                                                    | Teltow, Beeskow-Storkow                                                             | Nicolaus von Handjery                            | DKP                                              |                                                  |
| Provinz Brandenburg – Regierungsbezirk Frankfurt      |                                                                                     |                                                  |                                                  |                                                  |
| 1                                                     | Arnswalde, Friedeberg                                                               | Wilhelm von Meyer                                | DKP                                              |                                                  |
| 2                                                     | Landsberg (Warthe), Soldin                                                          | Nikolaus Witt                                    | DFP                                              |                                                  |
| 3                                                     | Königsberg (Neumark)                                                                | Albert von Levetzow                              | DKP                                              |                                                  |
| 4                                                     | Frankfurt (Oder), Lebus                                                             | Paul von Steinau-Steinrück                       | DKP                                              |                                                  |
| 5                                                     | Oststernberg, Weststernberg                                                         | Bernhard Bohtz                                   | DKP                                              |                                                  |
| 6                                                     | Züllichau-Schwiebus, Crossen                                                        | Otto Uhden                                       | DKP                                              |                                                  |
| 7                                                     | Guben, Lübben                                                                       | Heinrich zu Schoenaich-Carolath                  | unbestimmt liberal                               |                                                  |
| 8                                                     | Sorau, Forst                                                                        | Cuno Jeschke                                     | DFP                                              |                                                  |
| 9                                                     | Cottbus, Spremberg                                                                  | Heinrich von Pückler                             | DKP                                              |                                                  |
| 10                                                    | Calau, Luckau                                                                       | Otto von Manteuffel                              | DKP                                              |                                                  |
| Provinz Pommern – Regierungsbezirk Stettin            |                                                                                     |                                                  |                                                  |                                                  |
| 1                                                     | Demmin, Anklam                                                                      | Hans Ludwig von Maltzahn                         | DKP                                              |                                                  |
| 2                                                     | Ueckermünde, Usedom-Wollin                                                          | Ludwig von Henk                                  | DKP                                              |                                                  |
| 3                                                     | Randow, Greifenhagen                                                                | Alexander von der Osten                          | DKP                                              |                                                  |
| 4                                                     | Stettin                                                                             | Max Broemel                                      | DFP                                              |                                                  |
| 5                                                     | Pyritz, Saatzig                                                                     | Hermann von Schöning                             | DKP                                              |                                                  |
| 6                                                     | Naugard, Regenwalde                                                                 | Wilhelm von Flügge                               | DKP                                              |                                                  |
| 7                                                     | Greifenberg, Kammin                                                                 | Oskar von Normann                                | DKP                                              |                                                  |
| Provinz Pommern – Regierungsbezirk Köslin             |                                                                                     |                                                  |                                                  |                                                  |
| 1                                                     | Stolp, Lauenburg in Pommern                                                         | Robert von Puttkamer                             | DKP                                              |                                                  |
| 2                                                     | Bütow, Rummelsburg, Schlawe                                                         | Adolf von Massow                                 | DKP                                              |                                                  |
| 3                                                     | Köslin, Kolberg-Körlin, Bublitz                                                     | August von Gerlach                               | DKP                                              |                                                  |
| 4                                                     | Belgard, Schivelbein, Dramburg                                                      | Conrad von Kleist                                | DKP                                              |                                                  |
| 5                                                     | Neustettin                                                                          | Hermann von Busse                                | DKP                                              |                                                  |
| Provinz Pommern – Regierungsbezirk Stralsund          |                                                                                     |                                                  |                                                  |                                                  |
| 1                                                     | Rügen, Stralsund, Franzburg                                                         | Robert von Keudell                               | DRP                                              |                                                  |
| 2                                                     | Greifswald, Grimmen                                                                 | Graf Carl von Behr                               | DRP                                              |                                                  |
| Provinz Posen – Regierungsbezirk Posen                |                                                                                     |                                                  |                                                  |                                                  |
| 1                                                     | Posen                                                                               | Stephan Cegielski                                | Pole                                             |                                                  |
| 2                                                     | Samter, Birnbaum, Obornik, Schwerin (Warthe)                                        | Hektor von Kwilecki                              | Pole                                             |                                                  |
| 3                                                     | Meseritz, Bomst                                                                     | Hans Wilhelm von Unruhe-Bomst                    | DRP                                              |                                                  |
| 4                                                     | Buk, Schmiegel, Kosten                                                              | Idzizlaw Prinz Czartoryski                       | Pole                                             |                                                  |
| 5                                                     | Gostyn, Rawitsch                                                                    | Adam Fürst Czartoryski                           | Pole                                             |                                                  |
| 6                                                     | Fraustadt, Lissa                                                                    | Hans von Hellmann                                | DRP                                              |                                                  |
| 7                                                     | Schrimm, Schroda                                                                    | Ludwig Edler von Graeve                          | Pole                                             |                                                  |
| 8                                                     | Wreschen, Pleschen, Jarotschin                                                      | Sigismund von Dziembowski-Pomian                 | Pole                                             |                                                  |
| 9                                                     | Krotoschin, Koschmin                                                                | Ludwig von Jazdzewski                            | Pole                                             |                                                  |
| 10                                                    | Adelnau, Schildberg, Ostrowo, Kempen in Posen                                       | Ferdinand von Radziwill                          | Pole                                             |                                                  |
| Provinz Posen – Regierungsbezirk Bromberg             |                                                                                     |                                                  |                                                  |                                                  |
| 1                                                     | Czarnikau, Filehne, Kolmar in Posen                                                 | Axel von Colmar                                  | DKP                                              |                                                  |
| 2                                                     | Wirsitz, Schubin, Znin                                                              | Carl Martin Friedrich Poll                       | NLP                                              |                                                  |
| 3                                                     | Bromberg                                                                            | Oscar Hahn                                       | DKP                                              |                                                  |
| 4                                                     | Inowrazlaw, Mogilno, Strelno                                                        | Joseph von Kosciol-Koscielski                    | Pole                                             |                                                  |
| 5                                                     | Gnesen, Wongrowitz, Witkowo                                                         | Roman von Komierowski                            | Pole                                             |                                                  |
| Provinz Schlesien – Regierungsbezirk Breslau          |                                                                                     |                                                  |                                                  |                                                  |
| 1                                                     | Guhrau, Steinau, Wohlau                                                             | Friedrich von Carmer-Osten                       | DKP                                              |                                                  |
| 2                                                     | Militsch, Trebnitz                                                                  | Hermann von Hatzfeldt                            | DRP                                              |                                                  |
| 3                                                     | Groß Wartenberg, Oels                                                               | Wilhelm von Kardorff                             | DRP                                              |                                                  |
| 4                                                     | Namslau, Brieg                                                                      | Johann Georg von Saurma-Jeltsch                  | DKP                                              |                                                  |
| 5                                                     | Ohlau, Strehlen, Nimptsch                                                           | Johannes Friedrich Goldschmidt                   | DFP                                              |                                                  |
| 6                                                     | Breslau-Ost                                                                         | Franz Tutzauer                                   | SAP                                              |                                                  |
| 7                                                     | Breslau-West                                                                        | Karl Vollrath                                    | DFP                                              |                                                  |
| 8                                                     | Neumarkt, Breslau-Land                                                              | Karl von Huene                                   | Zentrum                                          |                                                  |
| 9                                                     | Striegau, Schweidnitz                                                               | Friedrich Stephan                                | DFP                                              |                                                  |
| 10                                                    | Waldenburg                                                                          | Eduard Gustav Eberty                             | DFP                                              |                                                  |
| 11                                                    | Reichenbach, Neurode                                                                | Felix Porsch                                     | Zentrum                                          |                                                  |
| 12                                                    | Glatz, Habelschwerdt                                                                | Joseph Sperlich                                  | Zentrum                                          |                                                  |
| 13                                                    | Frankenstein, Münsterberg                                                           | Johann von Harbuval-Chamaré-Stolz                | Zentrum                                          |                                                  |
| Provinz Schlesien – Regierungsbezirk Oppeln           |                                                                                     |                                                  |                                                  |                                                  |
| 1                                                     | Kreuzburg, Rosenberg O.S.                                                           | Christian Kraft zu Hohenlohe-Öhringen            | DKP                                              |                                                  |
| 2                                                     | Oppeln                                                                              | Franz von Ballestrem                             | Zentrum                                          |                                                  |
| 3                                                     | Groß Strehlitz, Kosel                                                               | Adolph Franz                                     | Zentrum                                          |                                                  |
| 4                                                     | Lublinitz, Tost-Gleiwitz                                                            | Carl Metzner                                     | Zentrum                                          |                                                  |
| 5                                                     | Beuthen, Tarnowitz                                                                  | Julius Szmula                                    | Zentrum                                          |                                                  |
| 6                                                     | Kattowitz, Zabrze                                                                   | Paul Letocha                                     | Zentrum                                          |                                                  |
| 7                                                     | Pleß, Rybnik                                                                        | Eduard Müller                                    | Zentrum                                          |                                                  |
| 8                                                     | Ratibor                                                                             | Anton von Dejanicz-Gliszczynski                  | Zentrum                                          |                                                  |
| 9                                                     | Leobschütz                                                                          | Florian Klose                                    | Zentrum                                          |                                                  |
| 10                                                    | Neustadt O.S.                                                                       | Franz von Matuschka                              | Zentrum                                          |                                                  |
| 11                                                    | Falkenberg O.S., Grottkau                                                           | Alexander von Schalscha                          | Zentrum                                          |                                                  |
| 12                                                    | Neisse                                                                              | Albert Horn                                      | Zentrum                                          |                                                  |
| Provinz Schlesien – Regierungsbezirk Liegnitz         |                                                                                     |                                                  |                                                  |                                                  |
| 1                                                     | Grünberg, Freystadt                                                                 | Louis Jordan                                     | DFP                                              |                                                  |
| 2                                                     | Sagan, Sprottau                                                                     | Max von Forckenbeck                              | DFP                                              |                                                  |
| 3                                                     | Glogau                                                                              | August Maager                                    | DFP                                              |                                                  |
| 4                                                     | Lüben, Bunzlau                                                                      | Philipp Schmieder                                | DFP                                              |                                                  |
| 5                                                     | Löwenberg                                                                           | Julius Friedländer                               | DFP                                              |                                                  |
| 6                                                     | Liegnitz, Goldberg-Haynau                                                           | Gustav Lange                                     | DFP                                              |                                                  |
| 7                                                     | Landeshut, Jauer, Bolkenhain                                                        | Otto Hermes                                      | DFP                                              |                                                  |
| 8                                                     | Schönau, Hirschberg                                                                 | Theodor Barth                                    | DFP                                              |                                                  |
| 9                                                     | Görlitz, Lauban                                                                     | Erwin Lüders                                     | DFP                                              |                                                  |
| 10                                                    | Rothenburg (Oberlausitz), Hoyerswerda                                               | Traugott von Arnim                               | DRP                                              |                                                  |
| Provinz Sachsen – Regierungsbezirk Magdeburg          |                                                                                     |                                                  |                                                  |                                                  |
| 1                                                     | Salzwedel, Gardelegen                                                               | Werner von der Schulenburg                       | DKP                                              |                                                  |
| 2                                                     | Stendal, Osterburg                                                                  | Hermann von Jagow                                | DKP                                              |                                                  |
| 3                                                     | Jerichow I, Jerichow II                                                             | Ferdinand Wöllmer                                | DFP                                              |                                                  |
| 4                                                     | Magdeburg                                                                           | Wilhelm Bock                                     | SAP                                              |                                                  |
| 5                                                     | Neuhaldensleben, Wolmirstedt                                                        | Jacob Hosang                                     | NLP                                              |                                                  |
| 6                                                     | Wanzleben                                                                           | Robert von Benda                                 | NLP                                              |                                                  |
| 7                                                     | Aschersleben, Quedlinburg, Calbe an der Saale                                       | August Heine                                     | SAP                                              |                                                  |
| 8                                                     | Halberstadt, Oschersleben, Wernigerode                                              | Hans Rimpau                                      | NLP                                              |                                                  |
| Provinz Sachsen – Regierungsbezirk Merseburg          |                                                                                     |                                                  |                                                  |                                                  |
| 1                                                     | Liebenwerda, Torgau                                                                 | Ernst von Bredow                                 | DKP                                              |                                                  |
| 2                                                     | Schweinitz, Wittenberg                                                              | Heinrich Dohrn                                   | DFP                                              |                                                  |
| 3                                                     | Bitterfeld, Delitzsch                                                               | Max Hirsch                                       | DFP                                              |                                                  |
| 4                                                     | Halle (Saale), Saalkreis                                                            | Fritz Kunert                                     | SAP                                              |                                                  |
| 5                                                     | Mansfelder Seekreis, Mansfelder Gebirgskreis                                        | Ernst Leuschner                                  | DRP                                              |                                                  |
| 6                                                     | Sangerhausen, Eckartsberga                                                          | Karl Gotthold Krause                             | DFP                                              |                                                  |
| 7                                                     | Querfurt, Merseburg                                                                 | Carl August Panse                                | DFP                                              |                                                  |
| 8                                                     | Naumburg, Weißenfels, Zeitz                                                         | Julius Günther                                   | NLP                                              |                                                  |
| Provinz Sachsen – Regierungsbezirk Erfurt             |                                                                                     |                                                  |                                                  |                                                  |
| 1                                                     | Nordhausen, Hohenstein                                                              | Fritz Schneider                                  | DFP                                              |                                                  |
| 2                                                     | Heiligenstadt, Worbis                                                               | Josef von Strombeck                              | Zentrum                                          |                                                  |
| 3                                                     | Mühlhausen, Langensalza, Weißensee                                                  | Heinrich Joseph Horwitz                          | DFP                                              |                                                  |
| 4                                                     | Erfurt, Schleusingen, Ziegenrück                                                    | Ferdinand Lucius                                 | DRP                                              |                                                  |
| Provinz Schleswig-Holstein                            |                                                                                     |                                                  |                                                  |                                                  |
| 1                                                     | Hadersleben, Sonderburg                                                             | Gustav Johannsen                                 | Däne                                             |                                                  |
| 2                                                     | Apenrade, Flensburg                                                                 | Michael Jebsen                                   | NLP                                              |                                                  |
| 3                                                     | Schleswig, Eckernförde                                                              | Asmus Lorenzen                                   | DFP                                              |                                                  |
| 4                                                     | Tondern, Husum, Eiderstedt                                                          | Wilhelm Seelig                                   | DFP                                              |                                                  |
| 5                                                     | Dithmarschen, Steinburg                                                             | Gustav Thomsen                                   | DFP                                              |                                                  |
| 6                                                     | Pinneberg, Segeberg                                                                 | Hermann Molkenbuhr                               | SAP                                              |                                                  |
| 7                                                     | Kiel, Rendsburg                                                                     | Albert Hänel                                     | DFP                                              |                                                  |
| 8                                                     | Altona, Stormarn                                                                    | Karl Frohme                                      | SAP                                              |                                                  |
| 9                                                     | Oldenburg in Holstein, Plön                                                         | Conrad von Holstein                              | DKP                                              |                                                  |
| 10                                                    | Herzogtum Lauenburg                                                                 | Heinrich Berling                                 | DFP                                              |                                                  |
| Provinz Hannover                                      |                                                                                     |                                                  |                                                  |                                                  |
| 1                                                     | Emden, Norden, Weener                                                               | Theodor van Hülst                                | NLP                                              |                                                  |
| 2                                                     | Aurich, Wittmund, Leer                                                              | Fritz Hacke                                      | DFP                                              |                                                  |
| 3                                                     | Meppen, Lingen, Bentheim, Aschendorf, Hümmling                                      | Ludwig Windthorst                                | Zentrum                                          |                                                  |
| 4                                                     | Osnabrück, Bersenbrück, Iburg                                                       | Balduin von Schele                               | DHP                                              |                                                  |
| 5                                                     | Melle, Diepholz, Wittlage, Sulingen, Stolzenau                                      | Werner von Arnswaldt                             | DHP                                              |                                                  |
| 6                                                     | Syke, Verden                                                                        | Hermann von Arnswaldt                            | DHP                                              |                                                  |
| 7                                                     | Nienburg, Neustadt am Rübenberge, Fallingbostel                                     | Georg von der Decken                             | DHP                                              |                                                  |
| 8                                                     | Hannover                                                                            | Heinrich Meister                                 | SAP                                              |                                                  |
| 9                                                     | Hameln, Linden, Springe                                                             | Ferdinand von Reden                              | NLP                                              |                                                  |
| 10                                                    | Hildesheim, Marienburg, Alfeld (Leine), Gronau                                      | Otto von Hake                                    | DHP                                              |                                                  |
| 11                                                    | Einbeck, Northeim, Osterode am Harz, Uslar                                          | Werner von der Schulenburg-Hehlen                | DHP                                              |                                                  |
| 12                                                    | Göttingen, Duderstadt, Münden                                                       | Karl Götz von Olenhusen                          | DHP                                              |                                                  |
| 13                                                    | Goslar, Zellerfeld, Ilfeld                                                          | Bernhard von Minnigerode                         | DHP                                              |                                                  |
| 14                                                    | Gifhorn, Celle, Peine, Burgdorf                                                     | Otto von der Decken                              | DHP                                              |                                                  |
| 15                                                    | Lüchow, Uelzen, Dannenberg, Bleckede                                                | Bechtold von Bernstorff                          | DHP                                              |                                                  |
| 16                                                    | Lüneburg, Soltau, Winsen (Luhe)                                                     | Adolf von Wangenheim-Wake                        | DHP                                              |                                                  |
| 17                                                    | Harburg, Rotenburg in Hannover, Zeven                                               | Wilhelm Hastedt                                  | NLP                                              |                                                  |
| 18                                                    | Stade, Geestemünde, Bremervörde, Osterholz                                          | Rudolf von Bennigsen                             | NLP                                              |                                                  |
| 19                                                    | Neuhaus (Oste), Hadeln, Lehe, Kehdingen, Jork                                       | Hermann Gebhard                                  | NLP                                              |                                                  |
| Provinz Westfalen – Regierungsbezirk Münster          |                                                                                     |                                                  |                                                  |                                                  |
| 1                                                     | Tecklenburg, Steinfurt, Ahaus                                                       | Carl Timmerman                                   | Zentrum                                          |                                                  |
| 2                                                     | Münster, Coesfeld                                                                   | Clemens Heereman von Zuydwyck                    | Zentrum                                          |                                                  |
| 3                                                     | Borken, Recklinghausen                                                              | Albert Beckmann                                  | Zentrum                                          |                                                  |
| 4                                                     | Lüdinghausen, Beckum, Warendorf                                                     | Heinrich Wattendorf                              | Zentrum                                          |                                                  |
| Provinz Westfalen – Regierungsbezirk Minden           |                                                                                     |                                                  |                                                  |                                                  |
| 1                                                     | Minden, Lübbecke                                                                    | Carl Albert Hermann Bock                         | DKP                                              |                                                  |
| 2                                                     | Herford, Halle (Westfalen)                                                          | Hans Hugo von Kleist-Retzow                      | DKP                                              |                                                  |
| 3                                                     | Bielefeld, Wiedenbrück                                                              | Hermann Evers                                    | Zentrum                                          |                                                  |
| 4                                                     | Paderborn, Büren                                                                    | Heinrich Hesse                                   | Zentrum                                          |                                                  |
| 5                                                     | Höxter, Warburg                                                                     | Carl von Wendt-Papenhausen                       | Zentrum                                          |                                                  |
| Provinz Westfalen – Regierungsbezirk Arnsberg         |                                                                                     |                                                  |                                                  |                                                  |
| 1                                                     | Wittgenstein, Siegen, Biedenkopf                                                    | Adolf Stöcker                                    | DKP                                              |                                                  |
| 2                                                     | Olpe, Arnsberg, Meschede                                                            | Peter Reichensperger                             | Zentrum                                          |                                                  |
| 3                                                     | Altena, Iserlohn, Lüdenscheid                                                       | Paul Langerhans                                  | DFP                                              |                                                  |
| 4                                                     | Hagen, Schwelm, Witten                                                              | Eugen Richter                                    | DFP                                              |                                                  |
| 5                                                     | Bochum, Gelsenkirchen, Hattingen, Herne                                             | Burghard von Schorlemer-Alst                     | Zentrum                                          |                                                  |
| 6                                                     | Dortmund, Hörde                                                                     | Theodor Möller                                   | NLP                                              |                                                  |
| 7                                                     | Hamm, Soest                                                                         | Gottfried Schneider                              | NLP                                              |                                                  |
| 8                                                     | Lippstadt, Brilon                                                                   | Ferdinand Kersting                               | Zentrum                                          |                                                  |
| Provinz Hessen-Nassau – Regierungsbezirk Wiesbaden    |                                                                                     |                                                  |                                                  |                                                  |
| 1                                                     | Obertaunus, Höchst, Usingen                                                         | Carl Ludwig Funck                                | DFP                                              |                                                  |
| 2                                                     | Wiesbaden, Rheingau, Untertaunus                                                    | Friedrich Schenck                                | DFP                                              |                                                  |
| 3                                                     | St. Goarshausen, Unterwesterwald                                                    | Ernst Lieber                                     | Zentrum                                          |                                                  |
| 4                                                     | Limburg, Oberlahnkreis, Unterlahnkreis                                              | Gustav Münch                                     | DFP                                              |                                                  |
| 5                                                     | Dillkreis, Oberwesterwald                                                           | Gustav Kauffmann                                 | DFP                                              |                                                  |
| 6                                                     | Frankfurt am Main                                                                   | Wilhelm Schmidt                                  | SAP                                              |                                                  |
| Provinz Hessen-Nassau – Regierungsbezirk Kassel       |                                                                                     |                                                  |                                                  |                                                  |
| 1                                                     | Rinteln, Hofgeismar, Wolfhagen                                                      | Ludwig Werner                                    | Antisemiten (AVP)                                |                                                  |
| 2                                                     | Kassel, Melsungen                                                                   | Ernst von Weyrauch                               | DKP                                              |                                                  |
| 3                                                     | Fritzlar, Homberg, Ziegenhain                                                       | Max Liebermann von Sonnenberg                    | Antisemiten (DSP)                                |                                                  |
| 4                                                     | Eschwege, Schmalkalden, Witzenhausen                                                | Feodor Wilisch                                   | DFP                                              |                                                  |
| 5                                                     | Marburg, Frankenberg, Kirchhain                                                     | Otto Böckel                                      | Antisemiten (AVP)                                |                                                  |
| 6                                                     | Hersfeld, Rotenburg (Fulda), Hünfeld                                                | Werner von Schleinitz                            | DKP                                              |                                                  |
| 7                                                     | Fulda, Schlüchtern, Gersfeld                                                        | Clemens Heidenreich Droste zu Vischering         | Zentrum                                          |                                                  |
| 8                                                     | Hanau, Gelnhausen                                                                   | Carl Schier                                      | DKP                                              |                                                  |
| Rheinprovinz – Regierungsbezirk Köln                  |                                                                                     |                                                  |                                                  |                                                  |
| 1                                                     | Köln-Stadt                                                                          | Adolf Greiß                                      | Zentrum                                          |                                                  |
| 2                                                     | Köln-Land                                                                           | Clemens Menken                                   | Zentrum                                          |                                                  |
| 3                                                     | Bergheim (Erft), Euskirchen                                                         | Wilhelm Rudolphi                                 | Zentrum                                          |                                                  |
| 4                                                     | Rheinbach, Bonn                                                                     | Winand Virnich                                   | Zentrum                                          |                                                  |
| 5                                                     | Siegkreis, Waldbröl                                                                 | Joseph Lingens                                   | Zentrum                                          |                                                  |
| 6                                                     | Mülheim am Rhein, Gummersbach, Wipperfürth                                          | Adolf Bödiker                                    | Zentrum                                          |                                                  |
| Rheinprovinz – Regierungsbezirk Düsseldorf            |                                                                                     |                                                  |                                                  |                                                  |
| 1                                                     | Remscheid, Lennep, Mettmann                                                         | Reinhart Schmidt                                 | DFP                                              |                                                  |
| 2                                                     | Elberfeld, Barmen                                                                   | Friedrich Harm                                   | SAP                                              |                                                  |
| 3                                                     | Solingen                                                                            | Georg Schumacher                                 | SAP                                              |                                                  |
| 4                                                     | Düsseldorf                                                                          | Karl Wenders                                     | Zentrum                                          |                                                  |
| 5                                                     | Essen                                                                               | Gerhard Stötzel                                  | Zentrum                                          |                                                  |
| 6                                                     | Duisburg, Mülheim an der Ruhr, Ruhrort, Oberhausen                                  | Friedrich Hammacher                              | NLP                                              |                                                  |
| 7                                                     | Moers, Rees                                                                         | Wilhelm von und zu Hoensbroech                   | Zentrum                                          |                                                  |
| 8                                                     | Kleve, Geldern                                                                      | Clemens Perger                                   | Zentrum                                          |                                                  |
| 9                                                     | Kempen                                                                              | Aloys Fritzen                                    | Zentrum                                          |                                                  |
| 10                                                    | Gladbach                                                                            | Friedrich von Kehler                             | Zentrum                                          |                                                  |
| 11                                                    | Krefeld                                                                             | Karl Bachem                                      | Zentrum                                          |                                                  |
| 12                                                    | Neuss, Grevenbroich                                                                 | Franz von Dalwigk zu Lichtenfels                 | Zentrum                                          |                                                  |
| Rheinprovinz – Regierungsbezirk Koblenz               |                                                                                     |                                                  |                                                  |                                                  |
| 1                                                     | Wetzlar, Altenkirchen                                                               | Heinrich Kraemer                                 | NLP                                              |                                                  |
| 2                                                     | Neuwied                                                                             | Hermann Joseph Bender                            | Zentrum                                          |                                                  |
| 3                                                     | Koblenz, St. Goar                                                                   | Karl Fritzen                                     | Zentrum                                          |                                                  |
| 4                                                     | Kreuznach, Simmern                                                                  | Ludwig von Cuny                                  | NLP                                              |                                                  |
| 5                                                     | Mayen, Ahrweiler                                                                    | Friedrich Franz Kochann                          | Zentrum                                          |                                                  |
| 6                                                     | Adenau, Cochem, Zell                                                                | Andreas von Grand-Ry                             | Zentrum                                          |                                                  |
| Rheinprovinz – Regierungsbezirk Trier                 |                                                                                     |                                                  |                                                  |                                                  |
| 1                                                     | Daun, Bitburg, Prüm                                                                 | Johann Peter Limbourg                            | Zentrum                                          |                                                  |
| 2                                                     | Wittlich, Bernkastel                                                                | Christian Dieden                                 | Zentrum                                          |                                                  |
| 3                                                     | Trier                                                                               | Victor Rintelen                                  | Zentrum                                          |                                                  |
| 4                                                     | Saarlouis, Merzig, Saarburg                                                         | Bartholomäus Haanen                              | Zentrum                                          |                                                  |
| 5                                                     | Saarbrücken                                                                         | Gustav Pfaehler                                  | NLP                                              |                                                  |
| 6                                                     | Ottweiler, St. Wendel, Meisenheim                                                   | Carl Ferdinand von Stumm-Halberg                 | DRP                                              |                                                  |
| Rheinprovinz – Regierungsbezirk Aachen                |                                                                                     |                                                  |                                                  |                                                  |
| 1                                                     | Schleiden, Malmedy, Montjoie                                                        | Franz von Arenberg                               | Zentrum                                          |                                                  |
| 2                                                     | Eupen, Aachen-Land                                                                  | Adam Bock                                        | Zentrum                                          |                                                  |
| 3                                                     | Aachen-Stadt                                                                        | Theodor Mooren                                   | Zentrum                                          |                                                  |
| 4                                                     | Düren, Jülich                                                                       | Alfred von Hompesch                              | Zentrum                                          |                                                  |
| 5                                                     | Geilenkirchen, Heinsberg, Erkelenz                                                  | Franz Hitze                                      | Zentrum                                          |                                                  |
| Hohenzollernsche Lande – Regierungsbezirk Sigmaringen |                                                                                     |                                                  |                                                  |                                                  |
| 1                                                     | Sigmaringen, Hechingen                                                              | Fidelis Graf                                     | Zentrum                                          |                                                  |

### Bayern
| Königreich Bayern | Königreich Bayern                                                                                            | Königreich Bayern                        | Königreich Bayern | Königreich Bayern |
| Oberbayern        | Oberbayern                                                                                                   | Oberbayern                               | Oberbayern        | Oberbayern        |
| ----------------- | --- | ---------------------------------------- | ----------------- | ----------------- |
| 1                 | München I (Altstadt, Lehel, Maxvorstadt)                                                                     | Georg Birk                               | SAP               |                   |
| 2                 | München II (Isarvorstadt, Ludwigsvorstadt, Au, Haidhausen, Giesing), München-Land, Starnberg, Wolfratshausen | Georg von Vollmar                        | SAP               |                   |
| 3                 | Aichach, Friedberg, Dachau, Schrobenhausen                                                                   | Sigmund von Pfetten-Arnbach              | Zentrum           |                   |
| 4                 | Ingolstadt, Freising, Pfaffenhofen                                                                           | Josef Aichbichler                        | Zentrum           |                   |
| 5                 | Wasserburg, Erding, Mühldorf                                                                                 | Konrad Fischer                           | Zentrum           |                   |
| 6                 | Weilheim, Werdenfels, Bruck, Landsberg, Schongau                                                             | Franz Weber                              | Zentrum           |                   |
| 7                 | Rosenheim, Ebersberg, Miesbach, Tölz                                                                         | Wolfgang Wagner                          | Zentrum           |                   |
| 8                 | Traunstein, Laufen, Berchtesgaden, Altötting                                                                 | Anton Lehemeir                           | Zentrum           |                   |
| Niederbayern      | |                                          |                   |                   |
| 1                 | Landshut, Dingolfing, Vilsbiburg                                                                             | Michael Mayer                            | Zentrum           |                   |
| 2                 | Straubing, Bogen, Landau, Vilshofen                                                                          | Conrad von Preysing                      | Zentrum           |                   |
| 3                 | Passau, Wegscheid, Wolfstein, Grafenau                                                                       | Rudolf Weiß                              | Zentrum           |                   |
| 4                 | Pfarrkirchen, Eggenfelden, Griesbach                                                                         | Georg Haberland                          | Zentrum           |                   |
| 5                 | Deggendorf, Regen, Viechtach, Kötzting                                                                       | Franz Xaver Leonhard                     | Zentrum           |                   |
| 6                 | Kelheim, Rottenburg, Mallersdorf                                                                             | Sebastian Kirchammer                     | Zentrum           |                   |
| Pfalz             | |                                          |                   |                   |
| 1                 | Speyer, Ludwigshafen am Rhein, Frankenthal                                                                   | Carl Clemm                               | NLP               |                   |
| 2                 | Landau, Neustadt an der Haardt                                                                               | Albert Bürklin                           | NLP               |                   |
| 3                 | Germersheim, Bergzabern                                                                                      | Theodor Brünings                         | NLP               |                   |
| 4                 | Zweibrücken, Pirmasens                                                                                       | Eduard Adt                               | NLP               |                   |
| 5                 | Homburg, Kusel                                                                                               | Franz Armand Buhl                        | NLP               |                   |
| 6                 | Kaiserslautern, Kirchheimbolanden                                                                            | Johannes Miquel                          | NLP               |                   |
| Oberpfalz         | |                                          |                   |                   |
| 1                 | Regensburg, Burglengenfeld, Stadtamhof                                                                       | Adolf von Walderdorff                    | Zentrum           |                   |
| 2                 | Amberg, Nabburg, Sulzbach, Eschenbach                                                                        | Andreas Hilpert                          | Zentrum           |                   |
| 3                 | Neumarkt, Velburg, Hemau                                                                                     | Johann Lerzer                            | Zentrum           |                   |
| 4                 | Neunburg, Waldmünchen, Cham, Roding                                                                          | Josef Witzlsperger                       | Zentrum           |                   |
| 5                 | Neustadt a. d. Waldnaab, Vohenstrauß, Tirschenreuth                                                          | Johann Lehner                            | Zentrum           |                   |
| Oberfranken       | |                                          |                   |                   |
| 1                 | Hof, Naila, Rehau, Münchberg                                                                                 | Heinrich Raeithel                        | DFP               |                   |
| 2                 | Bayreuth, Wunsiedel, Berneck                                                                                 | Friedrich von Feustel                    | NLP               |                   |
| 3                 | Forchheim, Kulmbach, Pegnitz, Ebermannstadt                                                                  | Friedrich Pezold                         | Zentrum           |                   |
| 4                 | Kronach, Staffelstein, Lichtenfels, Stadtsteinach, Teuschnitz                                                | Friedrich von Gagern                     | Zentrum           |                   |
| 5                 | Bamberg, Höchstadt                                                                                           | Johannes Wenzel                          | Zentrum           |                   |
| Mittelfranken     | |                                          |                   |                   |
| 1                 | Nürnberg | Karl Grillenberger                       | SAP               |                   |
| 2                 | Erlangen, Fürth, Hersbruck                                                                                   | Franz August Schenk von Stauffenberg     | DFP               |                   |
| 3                 | Ansbach, Schwabach, Heilsbronn                                                                               | Wilhelm Troeltsch                        | NLP               |                   |
| 4                 | Eichstätt, Beilngries, Weissenburg                                                                           | Franz Schaedler                          | Zentrum           |                   |
| 5                 | Dinkelsbühl, Gunzenhausen, Feuchtwangen                                                                      | Friedrich Lutz                           | DKP               |                   |
| 6                 | Rothenburg ob der Tauber, Neustadt an der Aisch                                                              | Kilian Keller                            | NLP               |                   |
| Unterfranken      | |                                          |                   |                   |
| 1                 | Aschaffenburg, Alzenau, Obernburg, Miltenberg                                                                | Adam Haus                                | Zentrum           |                   |
| 2                 | Kitzingen, Gerolzhofen, Ochsenfurt, Volkach                                                                  | Friedrich Carl von Schönborn-Wiesentheid | Zentrum           |                   |
| 3                 | Lohr, Karlstadt, Hammelburg, Marktheidenfeld, Gemünden                                                       | Johann Karl von und zu Franckenstein     | Zentrum           |                   |
| 4                 | Neustadt an der Saale, Brückenau, Mellrichstadt, Königshofen, Kissingen                                      | Ludwig Reichert                          | Zentrum           |                   |
| 5                 | Schweinfurt, Haßfurt, Ebern                                                                                  | Leonhard Burlein                         | Zentrum           |                   |
| 6                 | Würzburg | August Stöhr                             | Zentrum           |                   |
| Schwaben          | |                                          |                   |                   |
| 1                 | Augsburg, Wertingen                                                                                          | Georg Biehl                              | Zentrum           |                   |
| 2                 | Donauwörth, Nördlingen, Neuburg                                                                              | Michael Wildegger                        | Zentrum           |                   |
| 3                 | Dillingen, Günzburg, Zusmarshausen                                                                           | Max von Preysing-Lichtenegg              | Zentrum           |                   |
| 4                 | Illertissen, Neu-Ulm, Memmingen, Krumbach                                                                    | Magnus Anton Reindl                      | Zentrum           |                   |
| 5                 | Kaufbeuren, Mindelheim, Oberdorf, Füssen                                                                     | Georg Orterer                            | Zentrum           |                   |
| 6                 | Immenstadt, Sonthofen, Kempten (Allgäu), Lindau                                                              | Josef Landes                             | Zentrum           |                   |

### Sachsen
| Königreich Sachsen | Königreich Sachsen                          | Königreich Sachsen                 | Königreich Sachsen | Königreich Sachsen |
| ------------------ | ------------------------------------------- | ---------------------------------- | ------------------ | ------------------ |
| 1                  | Zittau                                      | Louis Heinrich Buddeberg           | DFP                |                    |
| 2                  | Löbau                                       | Reinhold Hoffmann                  | NLP                |                    |
| 3                  | Bautzen, Kamenz, Bischofswerda              | Georg Hempel                       | DKP                |                    |
| 4                  | Dresden rechts der Elbe, Radeberg, Radeburg | Heinrich Hermann Klemm             | DKP                |                    |
| 5                  | Dresden links der Elbe                      | Theodor Hultzsch                   | DKP                |                    |
| 6                  | Dresden-Land links der Elbe, Dippoldiswalde | Karl Gustav Ackermann              | DKP                |                    |
| 7                  | Meißen, Großenhain, Riesa                   | Heinrich von Friesen-Rötha         | DKP                |                    |
| 8                  | Pirna, Sebnitz                              | Carl Ernst Grumbt                  | DRP                |                    |
| 9                  | Freiberg, Hainichen                         | Kurt Merbach                       | DRP                |                    |
| 10                 | Döbeln, Nossen, Leisnig                     | Paul Mehnert                       | DKP                |                    |
| 11                 | Oschatz, Wurzen, Grimma                     | Eduard Giese                       | DKP                |                    |
| 12                 | Leipzig-Stadt                               | Albert Wilhelm Gustav Goetz        | NLP                |                    |
| 13                 | Leipzig-Land, Taucha, Markranstädt, Zwenkau | Friedrich Geyer                    | SAP                |                    |
| 14                 | Borna, Geithain, Rochlitz                   | Arnold Woldemar von Frege-Weltzien | DKP                |                    |
| 15                 | Mittweida, Frankenberg, Augustusburg        | Albert Schmidt                     | SAP                |                    |
| 16                 | Chemnitz                                    | Max Schippel                       | SAP                |                    |
| 17                 | Glauchau, Meerane, Hohenstein-Ernstthal     | Ignaz Auer                         | SAP                |                    |
| 18                 | Zwickau, Crimmitschau, Werdau               | Karl Wilhelm Stolle                | SAP                |                    |
| 19                 | Stollberg, Schneeberg                       | Julius Seifert                     | SAP                |                    |
| 20                 | Marienberg, Zschopau                        | Arthur Gehlert                     | DRP                |                    |
| 21                 | Annaberg, Schwarzenberg, Johanngeorgenstadt | Eugen Holtzmann                    | NLP                |                    |
| 22                 | Auerbach, Reichenbach                       | Carl Kurtz                         | DKP                |                    |
| 23                 | Plauen, Oelsnitz, Klingenthal               | Alwin Hartmann                     | DKP                |                    |

### Württemberg
| Königreich Württemberg | Königreich Württemberg                        | Königreich Württemberg                | Königreich Württemberg | Königreich Württemberg |
| ---------------------- | --------------------------------------------- | ------------------------------------- | ---------------------- | ---------------------- |
| 1                      | Stuttgart                                     | Gustav Siegle                         | NLP                    |                        |
| 2                      | Cannstatt, Ludwigsburg, Marbach, Waiblingen   | Ferdinand Schnaidt                    | DtVP                   |                        |
| 3                      | Heilbronn, Besigheim, Brackenheim, Neckarsulm | Georg Haerle                          | DtVP                   |                        |
| 4                      | Böblingen, Vaihingen, Leonberg, Maulbronn     | Friedrich Kercher                     | DtVP                   |                        |
| 5                      | Esslingen, Nürtingen, Kirchheim, Urach        | August Weiß                           | NLP                    |                        |
| 6                      | Reutlingen, Tübingen, Rottenburg              | Friedrich von Payer                   | DtVP                   |                        |
| 7                      | Nagold, Calw, Neuenbürg, Herrenberg           | Wilhelm von Gültlingen                | DRP                    |                        |
| 8                      | Freudenstadt, Horb, Oberndorf, Sulz           | Oscar von Münch                       | DtVP                   |                        |
| 9                      | Balingen, Rottweil, Spaichingen, Tuttlingen   | Conrad Haußmann                       | DtVP                   |                        |
| 10                     | Gmünd, Göppingen, Welzheim, Schorndorf        | Wilhelm Speiser                       | DtVP                   |                        |
| 11                     | Hall, Backnang, Öhringen, Weinsberg           | Julius Leemann                        | NLP                    |                        |
| 12                     | Gerabronn, Crailsheim, Mergentheim, Künzelsau | Georg Pflüger                         | DtVP                   |                        |
| 13                     | Aalen, Gaildorf, Neresheim, Ellwangen         | Heinrich Adelmann von Adelmannsfelden | Zentrum                |                        |
| 14                     | Ulm, Heidenheim, Geislingen                   | Hans Haehnle                          | DtVP                   |                        |
| 15                     | Ehingen, Blaubeuren, Laupheim, Münsingen      | Adolf Gröber                          | Zentrum                |                        |
| 16                     | Biberach, Leutkirch, Waldsee, Wangen          | Gebhard Braun                         | Zentrum                |                        |
| 17                     | Ravensburg, Tettnang, Saulgau, Riedlingen     | Johannes Göser                        | Zentrum                |                        |

### Baden
| Großherzogtum Baden | Großherzogtum Baden                          | Großherzogtum Baden         | Großherzogtum Baden | Großherzogtum Baden |
| ------------------- | -------------------------------------------- | --------------------------- | ------------------- | ------------------- |
| 1                   | Konstanz, Überlingen, Stockach               | Friedrich Hug               | Zentrum             |                     |
| 2                   | Donaueschingen, Villingen                    | Hermann von Hornstein       | DKP                 |                     |
| 3                   | Waldshut, Säckingen, Neustadt im Schwarzwald | Joseph Schuler              | Zentrum             |                     |
| 4                   | Lörrach, Müllheim                            | Karl Lauck                  | Zentrum             |                     |
| 5                   | Freiburg, Emmendingen                        | Ludwig Marbe                | Zentrum             |                     |
| 6                   | Lahr, Wolfach                                | Friedrich Schaettgen        | Zentrum             |                     |
| 7                   | Offenburg, Kehl                              | Maximilian Wilhelm Reichert | Zentrum             |                     |
| 8                   | Rastatt, Bühl, Baden-Baden                   | Franz Xaver Lender          | Zentrum             |                     |
| 9                   | Pforzheim, Ettlingen                         | Adolf Dillinger             | DtVP                |                     |
| 10                  | Karlsruhe, Bruchsal                          | Markus Pflüger              | DFP                 |                     |
| 11                  | Mannheim                                     | August Dreesbach            | SAP                 |                     |
| 12                  | Heidelberg, Mosbach                          | Julius Menzer               | DKP                 |                     |
| 13                  | Bretten, Sinsheim                            | Wilhelm von Douglas         | DKP                 |                     |
| 14                  | Tauberbischofsheim, Buchen                   | Rudolf von Buol-Berenberg   | Zentrum             |                     |

### Hessen
| Großherzogtum Hessen | Großherzogtum Hessen                               | Großherzogtum Hessen     | Großherzogtum Hessen | Großherzogtum Hessen |
| -------------------- | -------------------------------------------------- | ------------------------ | -------------------- | -------------------- |
| 1                    | Gießen, Grünberg, Nidda                            | Wilhelm Pickenbach       | Antisemiten (AVP)    |                      |
| 2                    | Friedberg, Büdingen, Vilbel                        | Egidius Gutfleisch       | DFP                  |                      |
| 3                    | Lauterbach, Alsfeld, Schotten                      | Oswald Zimmermann        | Antisemiten (AVP)    |                      |
| 4                    | Darmstadt, Groß-Gerau                              | Arthur Osann             | NLP                  |                      |
| 5                    | Offenbach, Dieburg                                 | Carl Ulrich              | SAP                  |                      |
| 6                    | Erbach, Bensheim, Lindenfels, Neustadt im Odenwald | Ferdinand Scipio         | NLP                  |                      |
| 7                    | Worms, Heppenheim, Wimpfen                         | Heinrich von Marquardsen | NLP                  |                      |
| 8                    | Bingen, Alzey                                      | Ludwig Bamberger         | DFP                  |                      |
| 9                    | Mainz, Oppenheim                                   | Franz Jöst               | SAP                  |                      |

### Kleinstaaten
| Großherzogtum Mecklenburg-Schwerin    | Großherzogtum Mecklenburg-Schwerin                                | Großherzogtum Mecklenburg-Schwerin | Großherzogtum Mecklenburg-Schwerin | Großherzogtum Mecklenburg-Schwerin |
| ------------------------------------- | ----------------------------------------------------------------- | ---------------------------------- | ---------------------------------- | ---------------------------------- |
| 1                                     | Hagenow, Grevesmühlen                                             | Ludolph von Wrisberg               | DKP                                |                                    |
| 2                                     | Schwerin, Wismar                                                  | Otto Büsing                        | NLP                                |                                    |
| 3                                     | Parchim, Ludwigslust                                              | Hermann Pachnicke                  | DFP                                |                                    |
| 4                                     | Waren, Malchin                                                    | Otto von Schlieffen                | DKP                                |                                    |
| 5                                     | Rostock, Doberan                                                  | Carl von Bar                       | DFP                                |                                    |
| 6                                     | Güstrow, Ribnitz                                                  | Wilhelm von Schlieffen             | DKP                                |                                    |
| Großherzogtum Sachsen-Weimar-Eisenach |                                                                   |                                    |                                    |                                    |
| 1                                     | Weimar, Apolda                                                    | Philipp Samhammer                  | DFP                                |                                    |
| 2                                     | Eisenach, Dermbach                                                | Ernst Harmening                    | DFP                                |                                    |
| 3                                     | Jena, Neustadt an der Orla                                        | Friedrich Wisser                   | unbestimmt liberal                 |                                    |
| Großherzogtum Mecklenburg-Strelitz    |                                                                   |                                    |                                    |                                    |
| 1                                     | Neustrelitz, Neubrandenburg, Schönberg                            | Heinrich von Oertzen               | DKP                                |                                    |
| Großherzogtum Oldenburg               |                                                                   |                                    |                                    |                                    |
| 1                                     | Oldenburg, Eutin, Birkenfeld                                      | Hugo Hinze                         | DFP                                |                                    |
| 2                                     | Jever, Brake, Westerstede, Varel, Elsfleth, Landwürden            | Albert Traeger                     | DFP                                |                                    |
| 3                                     | Vechta, Delmenhorst, Cloppenburg, Wildeshausen, Berne, Friesoythe | Ferdinand Heribert von Galen       | Zentrum                            |                                    |
| Herzogtum Braunschweig                |                                                                   |                                    |                                    |                                    |
| 1                                     | Braunschweig, Blankenburg                                         | Wilhelm Blos                       | SAP                                |                                    |
| 2                                     | Helmstedt, Wolfenbüttel                                           | Karl Schrader                      | DFP                                |                                    |
| 3                                     | Holzminden, Gandersheim                                           | August Schütte                     | DFP                                |                                    |
| Herzogtum Sachsen-Meiningen           |                                                                   |                                    |                                    |                                    |
| 1                                     | Meiningen, Hildburghausen                                         | Wilhelm Thomas                     | DFP                                |                                    |
| 2                                     | Sonneberg, Saalfeld                                               | Friedrich Witte                    | DFP                                |                                    |
| Herzogtum Sachsen-Altenburg           |                                                                   |                                    |                                    |                                    |
| 1                                     | Altenburg, Roda                                                   | Iwan Baumbach                      | DRP                                |                                    |
| Herzogtum Sachsen-Coburg-Gotha        |                                                                   |                                    |                                    |                                    |
| 1                                     | Coburg                                                            | Georg Siemens                      | DFP                                |                                    |
| 2                                     | Gotha                                                             | Otto Zangemeister                  | DFP                                |                                    |
| Herzogtum Anhalt                      |                                                                   |                                    |                                    |                                    |
| 1                                     | Dessau, Zerbst                                                    | Richard Roesicke                   | unbestimmt liberal                 |                                    |
| 2                                     | Bernburg, Köthen, Ballenstedt                                     | Wilhelm Oechelhäuser               | NLP                                |                                    |
| Fürstentum Schwarzburg-Rudolstadt     |                                                                   |                                    |                                    |                                    |
| 1                                     | Königsee, Frankenhausen                                           | Gustav Knörcke                     | DFP                                |                                    |
| Fürstentum Schwarzburg-Sondershausen  |                                                                   |                                    |                                    |                                    |
| 1                                     | Sondershausen, Arnstadt, Gehren, Ebeleben                         | Theodor Pieschel                   | NLP                                |                                    |
| Fürstentum Waldeck-Pyrmont            |                                                                   |                                    |                                    |                                    |
| 1                                     | Waldeck, Pyrmont                                                  | Friedrich Boettcher                | NLP                                |                                    |
| Fürstentum Reuß älterer Linie         |                                                                   |                                    |                                    |                                    |
| 1                                     | Greiz, Burgk                                                      | Karl Hermann Förster               | SAP                                |                                    |
| Fürstentum Reuß jüngerer Linie        |                                                                   |                                    |                                    |                                    |
| 1                                     | Gera, Schleiz                                                     | Emanuel Wurm                       | SAP                                |                                    |
| Fürstentum Schaumburg-Lippe           |                                                                   |                                    |                                    |                                    |
| 1                                     | Bückeburg, Stadthagen                                             | Georg Langerfeldt                  | DFP                                |                                    |
| Fürstentum Lippe                      |                                                                   |                                    |                                    |                                    |
| 1                                     | Detmold, Lemgo                                                    | Louis Wilhelm Uhlendorff           | DFP                                |                                    |
| Hansestadt Lübeck                     |                                                                   |                                    |                                    |                                    |
| 1                                     | Lübeck                                                            | Theodor Schwartz                   | SAP                                |                                    |
| Freie Hansestadt Bremen               |                                                                   |                                    |                                    |                                    |
| 1                                     | Bremen, Bremerhaven                                               | Julius Bruhns                      | SAP                                |                                    |
| Freie und Hansestadt Hamburg          |                                                                   |                                    |                                    |                                    |
| 1                                     | Neustadt, St. Pauli                                               | August Bebel                       | SAP                                |                                    |
| 2                                     | Altstadt, St. Georg, Hammerbrook                                  | Johann Heinrich Wilhelm Dietz      | SAP                                |                                    |
| 3                                     | Vororte und Landherrenschaften                                    | Wilhelm Metzger                    | SAP                                |                                    |

### Elsaß-Lothringen
Die parteipolitische Zuordnung der Abgeordneten folgt den Ausführungen von Hermann Hiery.
| Reichsland Elsaß-Lothringen | Reichsland Elsaß-Lothringen | Reichsland Elsaß-Lothringen | Reichsland Elsaß-Lothringen                | Reichsland Elsaß-Lothringen |
| --------------------------- | --------------------------- | --------------------------- | ------------------------------------------ | --------------------------- |
| 1                           | Altkirch, Thann             | Landolin Winterer           | Individualkandidat d. polit. Katholizismus |                             |
| 2                           | Mülhausen                   | Charles Hickel              | SAP                                        |                             |
| 3                           | Kolmar                      | Charles Grad                | Individualkandidat d. polit. Katholizismus |                             |
| 4                           | Gebweiler                   | Joseph Guerber              | Individualkandidat d. polit. Katholizismus |                             |
| 5                           | Rappoltsweiler              | Jacob Ignatius Simonis      | Individualkandidat d. polit. Katholizismus |                             |
| 6                           | Schlettstadt                | Irénée Lang                 | Individualkandidat d. polit. Katholizismus |                             |
| 7                           | Molsheim, Erstein           | Hugo Zorn von Bulach        | DKP                                        |                             |
| 8                           | Straßburg-Stadt             | Emil Petri                  | NLP                                        |                             |
| 9                           | Straßburg-Land              | Jean North                  | NLP                                        |                             |
| 10                          | Hagenau, Weißenburg         | Eugène de Dietrich          | E.-L. Protestpartei                        |                             |
| 11                          | Zabern                      | Johannes Hoeffel            | DRP                                        |                             |
| 12                          | Saargemünd, Forbach         | Johann Mangès               | Individualkandidat d. polit. Katholizismus |                             |
| 13                          | Bolchen, Diedenhofen        | Julius Joseph Neumann       | Individualkandidat d. polit. Katholizismus |                             |
| 14                          | Metz                        | Johannes Michael Dellès     | Individualkandidat d. polit. Katholizismus |                             |
| 15                          | Saarburg, Château-Salins    | Peter Küchly                | Individualkandidat d. polit. Katholizismus |                             |

## Die Fraktionen des 8.Reichstags
Im 8. Reichstag schlossen sich mehrere Abgeordnete nicht der Fraktion ihrer eigentlichen Partei an und blieben zum Teil fraktionslos. Sieben DHP-Abgeordnete traten der Zentrumsfraktion bei. Am Beginn der 8. Legislaturperiode besaßen die Reichstagsfraktionen die folgende Stärke:
| Zentrum              | 113 |
| Deutschkonservative  | 71  |
| Freisinnige          | 64  |
| Nationalliberale     | 41  |
| Sozialdemokraten     | 35  |
| Freikonservative     | 20  |
| Polen                | 16  |
| Deutsche Volkspartei | 10  |
| Fraktionslose        | 27  |

Im weiteren Verlauf der Legislaturperiode änderte sich aufgrund von Nachwahlen und Fraktionswechseln mehrfach die Stärke der einzelnen Fraktionen.